# 结构基因组学

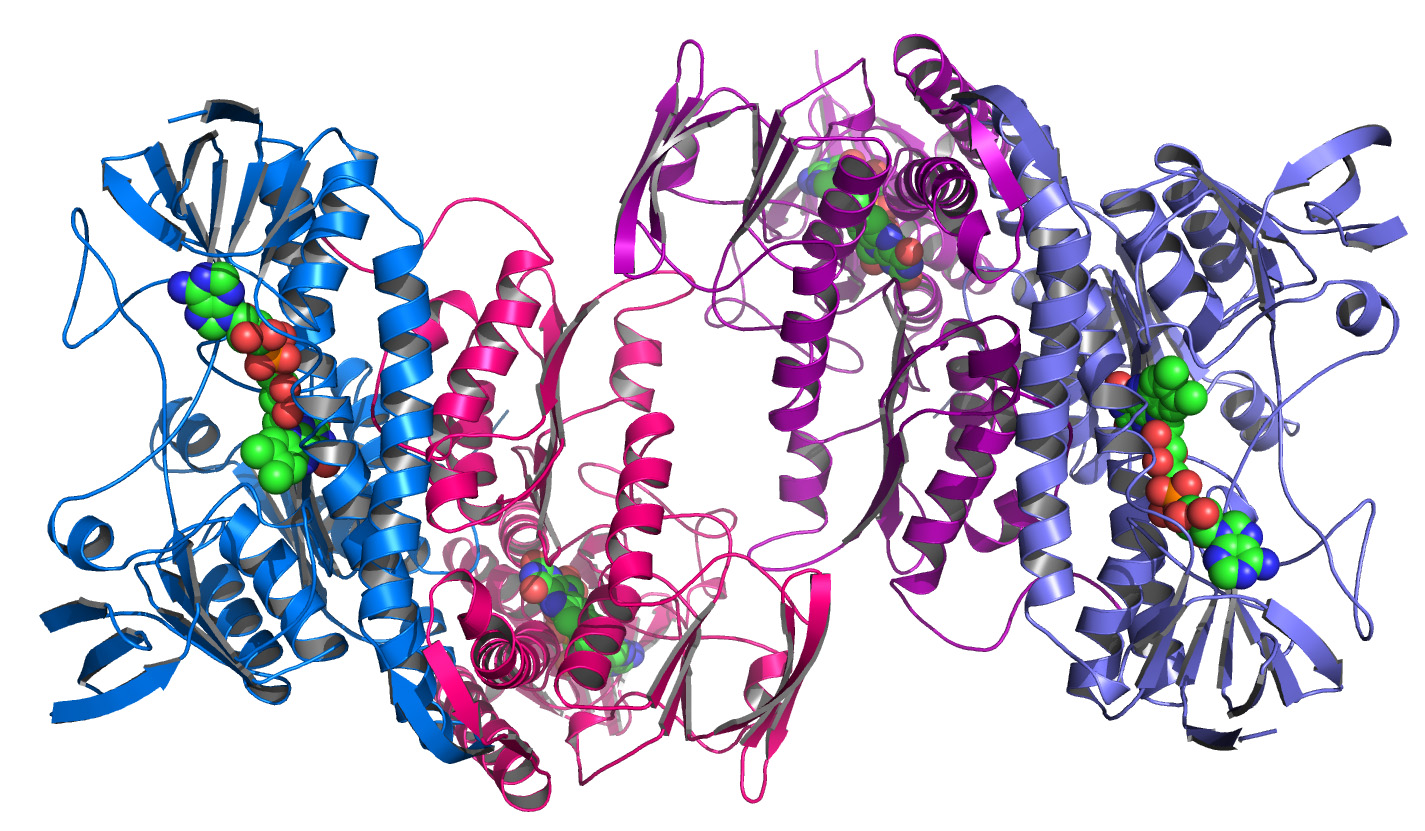
在蛋白质资料库中的一个蛋白质结构的例子。

結構基因組學是一門用结构生物学方法研究整个生物体、整个细胞或整个基因组中所有的蛋白質和相关蛋白質复合物的三维結構的学科。主要利用實驗方式（X射線晶體学、核磁共振波谱法和电子显微学）来测定蛋白质结构，同时结合同源建模（homology modelling）这一計算方式来推测蛋白质结构。和傳統結構生物學不同的是，利用結構基因組學所測定的蛋白質結構通常是功能未知的蛋白質。這令科學家創立了結構生物信息學，利用三維結構信息來预测蛋白質功能。結構基因組學重視快速、高通量（high throughput）的蛋白質結構測定，而同步辐射装置是实现这一目标的重要实验装置之一。

## 重大计划
- 蛋白质结构启动计划（Protein Structure Initiative, PSI）：1999年由美国国立卫生研究院(NIH)发起，在美国设立了九个结构基因组研究中心，目标是十年（2001年－2010年）解析10000个蛋白质的三维结构，目前第一期计划PSI-1(1999年-2005年)已结束。[1]在2006年开始的第二期计划，PSI-2，重点是实施在PSI-1中开发了高通量的结构确定方法，以及同源建模(Homology modeling)和解决诸如膜蛋白质建模的瓶颈。[2]第三期计划，PSI:生物学，始于2010年，并且由研究人员的网络来运用高通量结构测定研究广泛的生物学和生物医学问题。[3]

- 欧洲结构蛋白质组计划（Structural Proteomics in Europe, SPINE）：2002年启动，第一轮计划（2002年－2006年）由欧盟第五框架计划资助，共完成了308个新的蛋白质结构的测定；第二轮计划（SPINE2-Complexes）由第六框架计划资助，致力于解析蛋白质复合物的三维结构。

- 蛋白质3000计划：2002年-2006年，由日本文部科学省启动，目标是在５年内了解3000个与新药开发相关蛋白质的结构和功能，并且尽可能多地获得专利。计划将由政府系统的理化研究所和国立大学具体实施，核心单位是理化学研究所设在横滨的基因组科学研究中心。为了实现计划目标，日本将把解析蛋白质功能的核磁共振装置从现有的20台增加至40台，设在兵库县播磨科学城的大型辐射设备“SPring-8”同步加速器也将成为主要的解析工具，用于分析蛋白质的三维结构。为实施该计划，文部科学省还在谋求同制药公司合作，以帮助它们获得有关专利，开发基因药物。

- 中国结构基因组计划：2002年由中科院启动，第一轮为“造血干细胞及血液系统疾病相关蛋白质的结构基因组学研究”，由中国科学技术大学牵头，中科院生物物理研究所、上海生命科学研究院参加；作为“人类肝脏蛋白质组计划”的重要组成部分，第二轮计划于2005年开始，在中科院生物物理研究所、中科院上海生命科学院、中国科学技术大学、清华大学和北京大学开展研究。

## 国际会议
结构基因组学国际会议（International Conference on Structural Genomics, 缩写：ICSG ），自2000年起，每两年一届。各届的时间和举办地点如下：
- 第8届，ICSG 2015， 以色列雷霍沃特
- 第7届，ICSG 2013， 日本札幌市
- 第6届，ICSG 2011， 加拿大多伦多
- 第5届，ICSG 2008， 英格兰牛津
- 第4届，ICSG 2006， 中国北京
- 第3届，ICSG 2004， 美国华盛顿特区
- 第2届，ICSG 2002， 德国柏林
- 第1届，ICSG 2000， 日本横滨

## 蛋白质结构数据库和分类
- 蛋白质数据库（PDB）：蛋白质序列和结构信息的数据库
- UniProt：提供序列和功能信息
- 蛋白质结构分类（英语：Structural Classification of Proteins） (SCOP 分类): 基于分等级的方法
- Class, Architecture, Topology and Homologous superfamily（英语：CATH database） (CATH): 基于分等级的方法

## 参阅
- 基因組學
- 组学
- 结构生物学
- 蛋白质结构倡议